# Murat Dikenci
Murat Dikenci (* 1987 in Hannover) ist ein deutsch-türkischer Schauspieler.

## Leben
Dikenci wurde 1987 in Hannover geboren. Bereits im Alter von neun Jahren begann er eine klassisch-musikalische Ausbildung am Knabenchor Hannover, mit dem er 2006 den "ECHO Klassik" in der Kategorie CD-Ersteinspielung des Jahres gewann. Im Jahr 2007 gab er sein schauspielerisches Debüt unter der Regie von Marc Prätsch am Jungen Schauspiel Hannover in Romeo und Julia.
Von 2007 bis 2010 studierte Dikenci Angewandte Kulturwissenschaften an der Leuphana Universität Lüneburg.
Nachdem er sein Studium beendet hatte, zog er nach Berlin. Anfangs wirkte er dort als Regie- und Dramaturgieassistent am Ballhaus Naunynstraße unter der Intendanz von Shermin Langhoff bei verschiedenen Theaterproduktionen mit. Seine erste eigene Regiearbeit mit dem Titel Sesperado – Revolution of Color feierte 2016 im Ballhaus Naunynstraße ihre Premiere.
Erstmals auf der großen Leinwand sah man ihn 2014 in der schwedisch-deutschen Koproduktion Die junge Sophie Bell der Regisseurin Amanda Adolfsson.

## Filmografie

### Film und Fernsehen
- 2021: Tatort: Die dritte Haut (Fernsehfilm)
- 2021: Liebe ist unberechenbar (Fernsehfilm)
- 2018 Berlin Station, Tanja Hamilton (US-Serie)
- 2017 Die Spezialisten »Gastfeindschaft«, Kerstin Ahlrichs
- 2016 Lampion, Jannik Paul Weiße (Kinokurzfilm)
- 2015 Odada, Maximilian Köhler (Kinokurzfilm)
- 2015 Mikel, Cavo Kernich (Kinofilm)
- 2015 Bogat, Valentin Kruse (Kinofilm)
- 2014 Leberkäseland, Nils Willbrandt (Fernsehfilm)
- 2014 Opa, ledig, jung, Markus Herling (Fernsehfilm)
- 2014 Young Sophie Bell, Amanda Adolfsson (Kinofilm)
- 2013 Der Besuch, R: Mario Bergmann (Kinokurzfilm)
- 2013 Schweinemilch, Neco Celik (Fernsehfilm)
- 2012 Leo’s Schuld, R: Bodo Fürneisen (Kinokurzfilm)
- 2011 Pornos für den General, R: Axel Perenz (Kinokurzfilm)
- 2010 A Clear Cut, R: Bernhard Landen, (Kinokurzfilm)
- 2009 Maria, R: Valentin Kruse, (Kinokurzfilm)
- 2009 Lichtspuren, R: Clarie Walka, (Kinokurzfilm)
- 2009 Die Frau des Schläfers, R: Edzard Onneken (Fernsehfilm)

### Theater
- 2017 Badisches Staatstheater Karlsruhe, Die Abenteuer von Tom Sawyer, Tom Sawyer, R: Swantje Kleff
- 2015 Ballhaus Naunynstraße, El Dschihad, R: Claudia Basrawi
- 2014 English Theatre Berlin, Nasty Peace, R: Steffen Klewar
- 2014 Deutsches Nationaltheater Weimar, Helden !, R: Sebastian Martin
- 2014 Neuköllner Oper Berlin, Taksim forever, R: Nicole Oder
- 2014 Maxim Gorki Theater Berlin, Verrücktes Blut, R: Nurkan Erpulat
- 2013 Tafelhalle Nürnberg, Maria Magdalena, R: Barish Karademir
- 2013 English Theatre Berlin, Echter Berliner! Ihr Nicht Fuck you, R: Daniel Brunet
- 2013 Maxim Gorki Theater Berlin, Verrücktes Blut, R: Nurkan Erpulat
- 2012 Ballhaus Naunynstrasse, Abraham und die Metzger, R: Çağla Ilk[5]
- 2012 Hebbel am Ufer Theater – 100 Grad Festival, Deutschland der Film, R: Lena Fay
- 2012 Düsseldorfer Schauspielhaus, Die Schöne und das Biest, R: Marc Prätsch
- 2011 Ballhaus Naunynstrasse, Pauschalreise – Die 1. Generation, R: Lukas Langhoff
- 2011 Ballhaus Naunynstraße, Verrücktes Blut, R: Nurkan Erpulat
- 2009-07 Junges Schauspiel Hannover, Romeo und Julia, R: Marc Prätsch
- 2009 Staatsschauspiel Hannover, Happy Hour, R: Henner Kallmeyer

## Auszeichnungen
- 2016 – Europäischer CIVIS Fernsehpreis für den Film "Leberkäseland"
- 2006 – Echo Klassik – Knabenchor Hannover in der Kategorie "CD-Ersteinspielung des Jahres"